# Slaget om gränserna
Slaget om gränserna var en serie strider som utkämpades i inledningen av första världskriget vid den fransk-tyska och södra delen av belgisk-tyska gränsen. Striderna innebar att strategierna i den franska Plan XVII och den tyska Schlieffenplanen ställdes mot varandra. Plan XVII visade sig vara en katastrof och den franska armén led stora förluster. Bara på en dag, den 22 augusti dog 27 000 franska soldater. Den franska förlusten i slaget om Ardennerna ledde till att de franska och brittiska styrkorna tvingades till allmän reträtt till floden Marne för att inleda försvaret av Paris och Slaget vid Marne.